# Vicus von Neuenstadt-Bürg

Lage des Vicus von Bürg zwischen dem Vorderen Limes mit dem älteren Neckar-Odenwald-Limes

Der Vicus von Neuenstadt-Bürg war ein römischer Vicus im heutigen Bürg, einem Ortsteil von Neuenstadt am Kocher in Baden-Württemberg. Aufgrund repräsentativer Gebäude nimmt man an, dass die stadtähnliche Siedlung Hauptort der Civitas Aurelia G(---) gewesen ist. Der Name des Vicus ist unbekannt.

## Geographie
Während der römischen Epoche zweigte bei Neuenstadt eine Straße vom Vicus von Bad Wimpfen zu den Kastellen von Öhringen und Jagsthausen ab. Sie führte über die Furt der Brettach und teilte sich anschließend in Richtung Öhringen und Jagsthausen. Der Weg nach Jagsthausen überquerte eine Furt des Kocher, durchquerte den Vicus von Neuenstadt-Bürg und führte weiter ins Jagsttal zum Kastell Jagsthausen.
Vermutlich gab es auch eine Hafenanlage, weshalb der Kocher als weiterer Verkehrsweg genutzt wurde. Der Fluss spielte wahrscheinlich eine entscheidende Rolle bei der Wahl des Standorts für den Hauptort der Civitas.

## Forschungsgeschichte

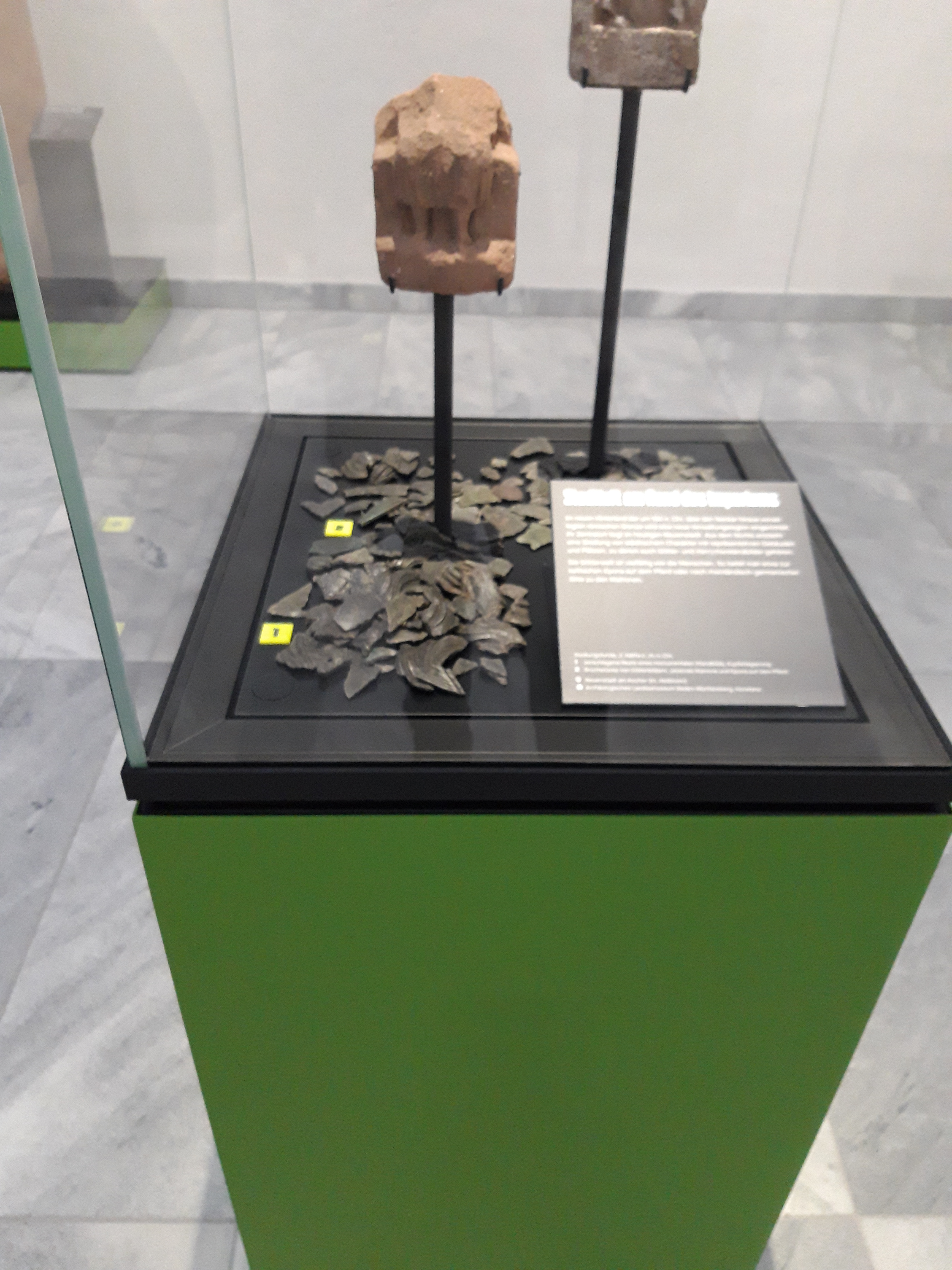
Römische Funde mit Scherben einer bronzernen Kaiserstatue

Bereits die frühe Archäologie konnte im Bereich der Flur Mäurich eine größere römische Siedlung ausmachen. Im Jahr 1597 soll ein größeres Gebäude freigelegt worden sein, von dem eine überlieferte Grundrisszeichnung wahrscheinlich stammt. Um das Jahr 1600 wurden ein Weihealtar für den Heilgott Apollo Grannus und ein Denkstein für ein Collegium Iuventutis (Jugendverein) entdeckt. Anfangs ging man davon aus, dass es sich um einen kleinstädtischen Vicus handelte, später jedoch betrachtete man die Siedlung nur noch als Villa rustica, da an der Oberfläche kaum sichtbare Bautrümmer vorhanden waren, die typisch für einen Vicus wären.
Im Sommer 1990 zeigten Luftaufnahmen eine Vielzahl von Gebäuden, die sich vom Hochplateau bis in die Flussauen erstreckten. Die höher gelegenen Baukomplexe weisen aufgrund ihrer Architektur und Größe auf repräsentative Bauten hin, was die Vermutung stützt, dass es sich um den Hauptort einer Civitas handeln könnte.
Im Herbst 2003 wurde im östlichen Bereich des Vicus eine Hofanlage ausgegraben, die sowohl Wohnräume als auch Nebengebäude umfasste und eine Fläche von etwa 40 mal 40 Metern einnahm. Eine solche Hofanlage innerhalb eines Vicus ist in dieser Region ungewöhnlich. Ebenfalls im Jahr 2003 begannen Ausgrabungen im Bereich des Apollo-Tempels, die in den Folgejahren fortgesetzt wurden. 2004 konnte das 1597 entdeckte Gebäude erneut untersucht werden. Während man es damals für einen heidnischen Tempel hielt, geht man heute davon aus, dass es sich vermutlich um eine öffentliche Badeanlage handelte.

## Siedlungsaufbau

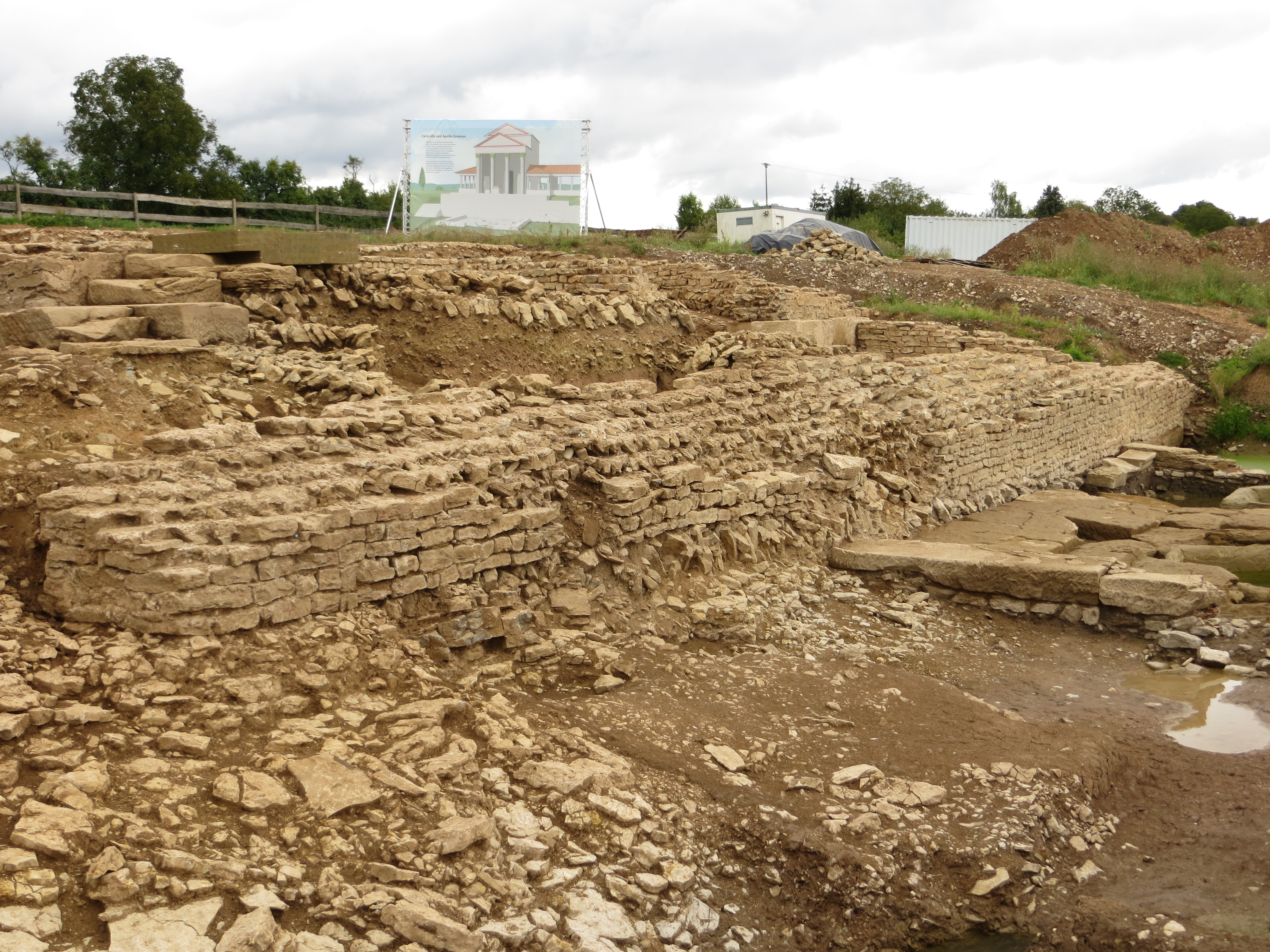
Ausgrabung des Tempels des Apollo Grannus mit Blick von Südwesten

Die Luftbildaufnahmen des Vicus von Neuenstadt-Bürg lassen auf eine Siedlungsfläche von über 20 ha schließen. Sie zeigen größere steinerne Gebäudekomplexe, von denen einer als Praetorium interpretiert wird. Bisher fanden Ausgrabungen am Apollo-Grannus-Tempel, an einer Hofanlage und am Badegebäude statt. Zudem wurden Überreste einer Kaiserstatue entdeckt, die offenbar bewusst zerstört wurde. Diese Statue wurde vermutlich laut einem Gedenkstein von einem unbekannten Decurio zu Ehren von Kaiser Caracalla errichtet. In den tiefer gelegenen Bereichen scheinen vorwiegend einfachere Bauwerke gestanden zu haben.

### Praetorium
Das mutmaßliche Praetorium lag im nordöstlichen Teil des Vicus. Es wurde mithilfe verschiedener Prospektionsmethoden untersucht, die einen 18 mal 16 Meter großen Innenhof aufzeigten, um den sich mehrere kleinere Räume gruppierten. Der nordwestliche Bereich könnte ein Badetrakt gewesen sein. Im Osten schließt das Bauwerk an eine rechteckige, gemauerte Struktur mit einer Fläche von 17 mal 21 Metern an, die vermutlich einen Hof darstellte, auf den weitere Gebäude folgten. Ähnliche Bauwerke lassen sich auch in anderen Civitas-Hauptorten finden und werden als Praetorium interpretiert – ein Dienst- oder Wohngebäude eines höheren Beamten. Allerdings weisen auch Mansiones (Raststationen) oft eine vergleichbare Struktur auf. Der Eingang des Gebäudes wird im Norden vermutet, wo möglicherweise auch die Hauptstraße verlief.

### Badegebäude
Westlich des Praetoriums befand sich ein weiterer größerer Gebäudekomplex. Dieser lag oberhalb eines Steilhanges, der nach Süden hin zu einer Terrasse umgestaltet worden war. Die Mauern waren zwischen 1,20 und 1,50 Meter dick, was auf ein monumentales Bauwerk hindeutet. Die nördlichen Räume waren besonders massiv gebaut und könnten als große Hallen gedient haben. Wahrscheinlich handelte es sich um das öffentliche Badegebäude, doch konnten bei den Ausgrabungen 2004 keine Hypokaustheizungen nachgewiesen werden. Diese könnten sich jedoch im südlichen Teil oberhalb des Erhaltungsniveaus befunden haben, da das Gebäude terrassenförmig in den Hang hinein gebaut war. Eine genaue funktionale Zuordnung der Räume war bei den Ausgrabungen nicht möglich.

### Tempel des Apollo Grannus

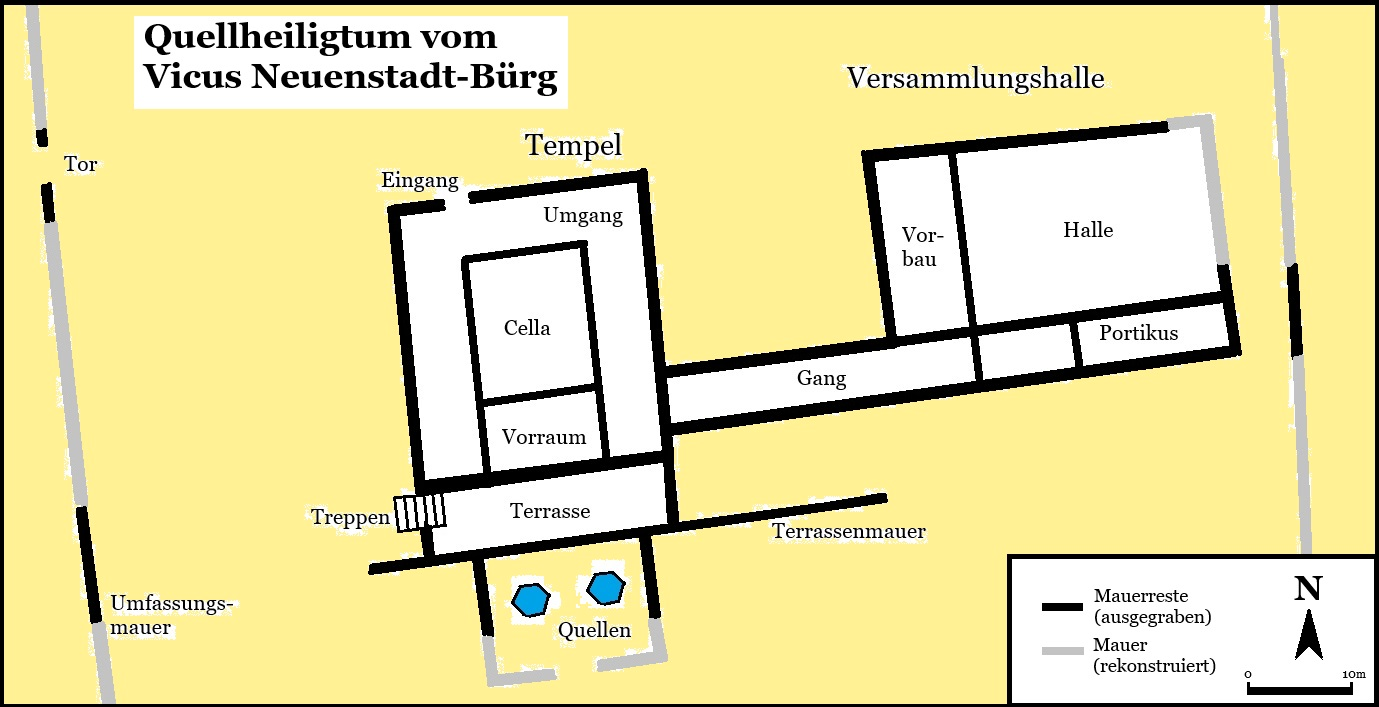
Schematische Darstellung des Tempels des Apollo Grannus

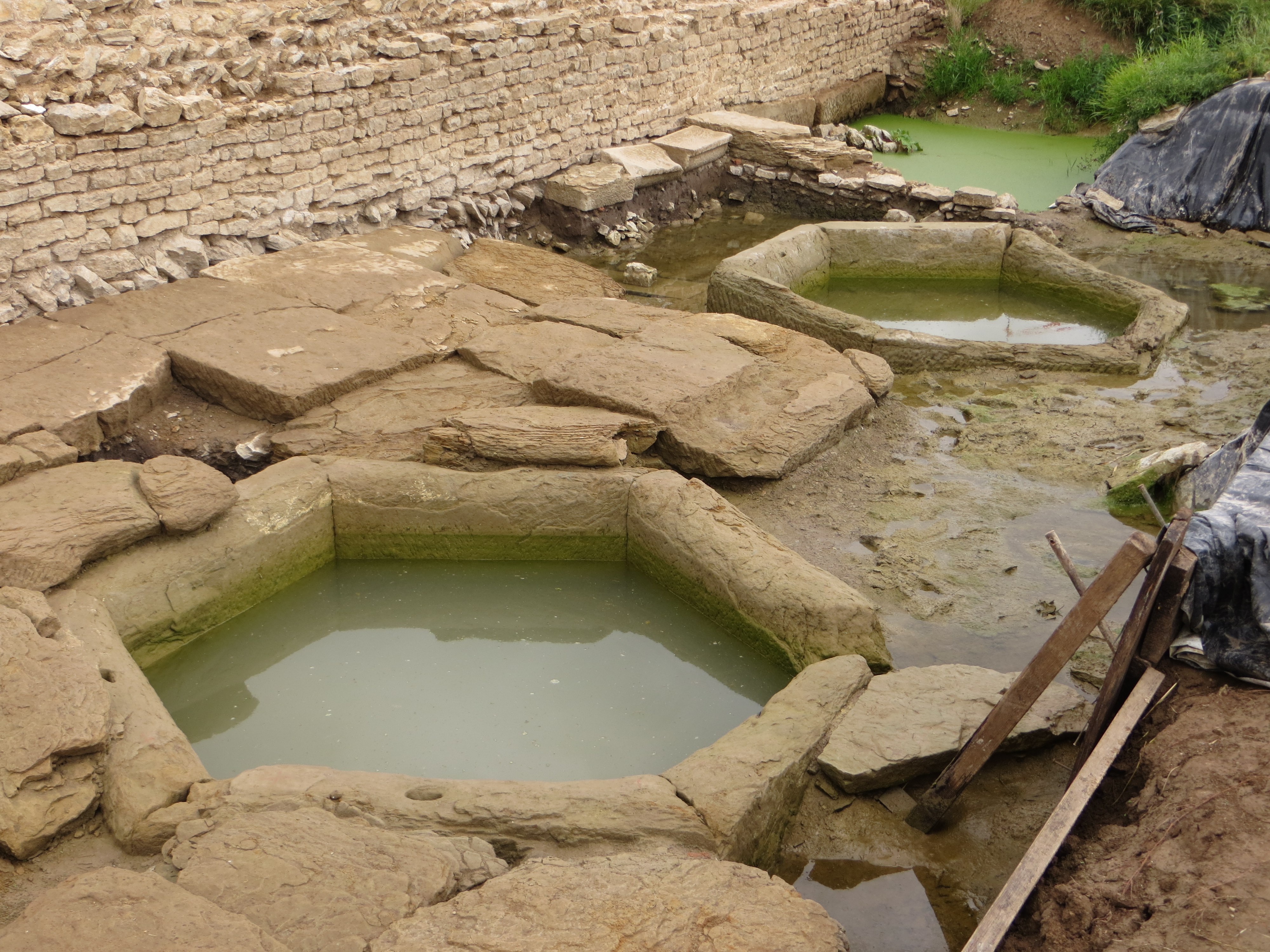
Zwei sechseckige Wasserbecken des Quellheiligtums

Der Tempel des Apollo Grannus war als typischer gallo-römischer Umgangstempel mit Freiterrasse und Umfassungsmauer angelegt. Er bildete den Haupttempel der stadtähnlichen Siedlung von Neuenstadt-Bürg. Ohne die Terrasse hatte der Tempel eine Größe von 18 mal 20,34 Metern, und der Umgang war etwa 3,60 Meter breit. An der Gebäudefront unterhalb der Terrasse befanden sich zwei sechseckige Wasserbecken, die als Heilquellen dienten und über eine Treppe erreichbar waren. Der Haupteingang lag untypischerweise im Nordwesten.
Bei der Treppe wurden Fragmente kleinformatiger Weihreliefs gefunden, darunter Darstellungen der Pferdegöttin Epona. In der Verfüllung des westlichen Beckens kam eine Münze (Antoninian) des Kaisers Tacitus (275–276 n. Chr.) zum Vorschein. Organische Funde aus dem Bereich konnten mithilfe der C14-Datierung in das späte 3. Jahrhundert eingeordnet werden. Die Verfüllung der Becken erfolgte wohl nach dem Limesfall, möglicherweise um 277–278 n. Chr., als Kaiser Probus die Germanen hinter den Neckar zurückdrängte.
Östlich des Tempels stand ein später errichtetes Nebengebäude, das mehrfach erweitert wurde und vermutlich als Versammlungshalle diente. Ein ursprünglicher Fachwerkbau wurde durch einen großen steinernen Saalbau ersetzt. In der nächsten Bauphase wurde eine Portikusfront mit Halbsäulen hinzugefügt, die nach Westen verlängert wurde und so eine Verbindung zum Tempel herstellte. Schließlich erhielt das Gebäude noch eine Vorhalle.

## Bewohner
Dank Funden von Steininschriften aus Neuenstadt sind einzelne Bewohner des Ortes namentlich bekannt:
- Lucius Julius Victorinus, Decurio, stiftete einen Weihealtar an Apollo Grannus und hatte einen Sohn namens [...] Julius Lepido
- Salvonius Dom[iti]anus stiftete einen Mercurius-Altar (Fundjahr 1908)
- Marcus Victorius Ambaxius
- Ursus, Sohn des Condollus stiftete einen Weihestein dem Genius des Mars
- Mitglieder des Collegium Iuventutis Varucius Fortio, Aquius Aquinus, Natalius (Carus?), Victorininus Ursianus und Maternius Aeternalis

## Siedlungsende
Das genaue Ende der römischen Siedlung ist unbekannt. Die Schlussmünzen datieren in die Jahre 248 und 255/56. Damit dürfte der Vicus und sein Umland etwa mit dem Limesfall um 260 n. Chr. aufgegeben worden sein.